# Beulotte-Saint-Laurent
Beulotte-Saint-Laurent è un comune francese di 70 abitanti situato nel dipartimento dell'Alta Saona nella regione della Borgogna-Franca Contea.

## Società

### Evoluzione demografica
Abitanti censiti